# Адьюванто
Адьюванто (adjuvanto) — апостеріорний лінгвопроєкт, лексично та граматично близький до есперанто та ідо .
Автор проєкту Луї де Бофрон працював над ним, за деякими джерелами, з 1876, а в 1887 у почав підтримувати есперанто, переставши займатися своїм проєктом; за іншими даними, розробка адьюванто почалася в 1896 році. Проєкт все ж не був опублікований, «проте в інтерлінгвістиці відомий добре», за словами О. Дуліченка.

## Приклад тексту
молитва «Отче наш»:
- Patro nua, kvu estas in el ĉjelo, estez honorata tua nomo, venez regno tua, estez volo tua kome in el ĉjelo, tale anke sur el tero, pano nua ĉaskoĵorna donez al nu hodje, et pardonez al nu debi nua, kome nu pardonas al nua debanti, et ne konduktez nu en tento, ma liberifez nu di el malbono.